# Winfried Schulz (Theologe)
Winfried Schulz (* 24. Mai 1938 in Apolda; † 12. Juni 1995 in München) war ein deutscher römisch-katholischer Theologe und Kirchenrechtler.

## Leben
Schulz war der Sohn des Finanzbeamten Bruno Schulz (1904–1975). Er wuchs von 1939 bis 1945 in Wiesenthal im Sudetenland und ab 1945 in Görlitz auf. Dort machte er 1956 das Abitur und studierte anschließend Philosophie und Geschichte in West-Berlin. Ab 1958 studierte er als Priesteramtskandidat des Bistums Berlin an der Theologischen Akademie / Fakultät in Paderborn und ab 1959 an der Päpstlichen Universität Gregoriana in Rom. Dort wurde er 1964 zum Priester geweiht und 1968 zum Dr. theol. promoviert. Nach einem kanonistischen und juristischen Studium an der Päpstlichen Lateran-Universität wurde Schulz auch zum Dr. iur. utr. promoviert. Schulz war von 1975 bis zu seinem Tod Professor für Kirchenrecht an der Juristischen Fakultät des Instituts beider Rechte der Päpstlichen Lateranuniversität zu Rom. 1976 ging er als Professor für Kirchenrecht nach Paderborn. 1990 wechselte er dann als Ordinarius an die Universität Regensburg. In dasselbe Jahr fiel die Ernennung zum Päpstlichen Ehrenprälaten. Er verfasste eine Reihe von Schriften. Seine letzte Ruhestätte fand er in Riedenburg. Er war ein Bruder des Theologen Ehrenfried Schulz und des Erziehungswissenschaftlers Dieter Schulz.

## Schriften
- Dogmenentwicklung als Problem der Geschichtlichkeit der Wahrheitserkenntnis. Dissertation, 1969.
- Zum Schutz des geistigen Eigentums im System des kanonischen Rechts. Vahlen, München 1973.
- Der neue Codex und die kirchlichen Vereine. Verlag Bonifatius-Druckerei, Paderborn 1986.
- Das neue Selig- und Heiligsprechungsverfahren. Verlag Bonifatius-Druckerei, Paderborn 1988.
- Der Schutz des geistigen Eigentums in den Schriften von Winfried Schulz. Lang, Frankfurt am Main 1997.
- Der Staat der Vatikanstadt, der Heilige Stuhl und die Römische Kurie in den Schriften von Winfried Schulz. Lang, Frankfurt am Main 1999, ISBN 978-3-631-35211-3.